# Oliver Schneller
Oliver Martin Schneller (* 26. März 1966 in Köln) ist ein deutscher Komponist und Saxophonist.

## Leben
Schneller wuchs in Irland, Sudan, Belgien und auf den Philippinen auf. Er studierte Musikwissenschaften, Politikwissenschaften und Geschichte an der Universität Bonn. Von 1990 bis 1991 arbeitete er für das Goethe-Institut in Kathmandu, Nepal. 1994 zog er in die USA; dort studierte er zunächst Komposition am New England Conservatory in Boston. Von 2000 bis 2002 wohnte er einem einjährigen Kurs am IRCAM/Centre Pompidou, Paris, bei. 2002 promovierte er in Komposition zum Doktor an der Columbia University als ein Schüler von Tristan Murail, als dessen Assistent er dort auch Komposition und Computermusik unterrichtete. Meisterkurse mit Salvatore Sciarrino, Jonathan Harvey, Brian Ferneyhough, George Benjamin und Vinko Globokar rundeten seine Ausbildung ab und hatten großen Einfluss auf sein späteres Schaffen. Von 2002 bis 2004 war er compositeur en recherche am IRCAM, wo er sich hauptsächlich der Arbeit an „Jardin des fleuves“, einer Komposition für Ensemble und Live-Elektronik, widmete.
2004 war er der künstlerische Leiter des „Tracing Migrations“ Festivals in Berlin, das zur Gründung des „Tracing Migrations Projects“ führte, einer laufenden Dokumentation und ständig aktualisierten Datenbank für Kompositionen, Aufnahmen und Institutionen für die Moderne Musik der Arabischen Welt. Außerdem gründete Schneller zusammen mit Jean-Luc Hervé und Thierry Blondeau das Komponisten-Kollektiv „Biotope“ im Jahre 2004. 2005 wurde er Kurator des „The Musical Moment“ Projektes am Haus der Kulturen der Welt Berlin. Er ist der künstlerische Leiter des SinusTon Festivals für Experimentelle Musik in Magdeburg, das er 2008 zusammen mit Carsten Gerth ins Leben rief. Seit 2009 arbeitet er als Sound Arts Curator bei der ha’atelier Platform for Philosophy and Art und bei den Taswir Projekten.
Oliver Schnellers Musik wurde auf internationalen Festivals wie z. B. dem Festival Agora Paris, Musica Strasbourg, der Biennale München, Maerzmusik Berlin, den Wittener Tagen für neue Kammermusik, dem Ultraschall-Festival, Wien Modern, den Ferienkursen für Neue Musik Darmstadt, Tremplins Paris, Les Musiques Marseille, musique action Nancy, Musica nova, Wintermusic Berlin, Karnatic Lab, Alternativa Moscow, the International Computer Music Conference, in Singapur und Göteborg, Musicaaoustica Beijing, Takefu Japan, Indaba, Aspen Music Festival and School, Tanglewood Music Festival, „Frankfurt 2000“, dem Festival of Contemporary Music des University of Cincinnati Conservatory of Music, dem Festival Résonances im IRCAM oder in den Millennium Stage Series am Kennedy Center in Washington D.C. aufgeführt, unter anderem von namhaften Interpreten wie Ensemble Modern, Ensemble intercontemporain, Ensemble musikFabrik, Ictus Ensemble, Avanti!, Ensemble recherche, Speculum Musicae, Court Circuit, Ensemble Mosaik, dem SWR Sinfonieorchester, dem Kammerensemble Neue Musik Berlin, Ensemble Courage, Antares, dem Tanglewood Symphony Orchestra oder dem St. Luke’s Chamber Ensemble.
Auch als Saxophonist ist Oliver Schneller aktiv und spielte unter anderem mit der George Russell Big Band, dem Gustav Mahler Jugendorchester unter Seiji Ozawa, dem Tanglewood Music Center Orchestra, Steve Drury, Heather O’Donnell, Jiggs Whigham (Big Band), Bernhard Lang, Ned McGowan, Robin Hayward, Vinko Globokar und Gert Matthias Wegner.

## Lehre
Nachdem er erste pädagogische Erfahrungen als Assistent von Professor Tristan Murail sammeln konnte, rief Schneller während seiner Zeit in New York das Computer Music Studio am Graduate Center CUNY ins Leben und unterrichtete außerdem Harmonielehre und Kontrapunkt am Baruch College. 2005 bis 2006 hatte er die Möglichkeit, als „guest lecturer and mentor“ beim GLOBAL INTERPLAY project in Kairo zu arbeiten. An der Universität der Künste Berlin unterrichtete er außerdem das Seminar „Psychoakustik und Akustik für Komponisten“. 2009 bis 2010 war Schneller Professor für Komposition an der Staatlichen Hochschule für Musik und Darstellende Kunst Stuttgart als Vertretung für Prof. Marco Stroppa; 2012 bis 2015 hatte er eine Kompositionsprofessur an der Hochschule für Musik, Theater und Medien Hannover inne. Von 2015 bis 2019 unterrichtete er als Professor der Komposition an der Eastman School of Music in Rochester. Seit 2019 hat er eine Professur für Komposition an der Robert Schumann Hochschule in Düsseldorf inne, wo er derzeit zusammen mit seiner Frau, der amerikanischen Pianistin Heather O’Donnell, und seiner Tochter lebt.

## Preise und Auszeichnungen (Auswahl)
- 1984 First Prize in Instrumental Performance Erster Preis des „Instrumental Performance“-Wettbewerbs der Interscholastic Association of Southeast Asian Schools
- 1996 Robert Starer Preis
- 1998 Boris Rapoport Kompositionspreis
- 1998–2002 Presidential Fellowship der Columbia University
- 1999 Auftragspreis der National Flute Association
- 1999 Benjamin Britten Memorial Stipendium, Tanglewood Music Center
- 2000 Paul Fromm Preis, Tanglewood Music Center/Harvard University
- 2002 Residenzstipendium am Maison-Heinrich-Heine der Cité Internationale Universitaire de Paris
- 2004–2005 Stipendium des Bayerischen Staatsministeriums für Wissenschaft und Kunst, Villa Concordia Bamberg
- 2006–2007 Rom-Preis und Stipendium der Deutschen Akademie Villa Massimo
- 2010 Ernst von Siemens Förderpreis
- 2011 Stipendium der Civitella Ranieri Foundation

## Werke (Auswahl)

### Orchesterwerke
- Gammes, Sinfonieorchester, 1995
- Tightrope Dancer, Sinfonieorchester, 1996
- Wu Xing/Fire, Sinfonieorchester, 2010
- Wu Xing/Metal, Sinfonieorchester, 2006–11
- Dreamspace, Sinfonieorchester und Soli-Ensemble, 2011
- Wu Xing/Water, Sinfonieorchester, 2013–14
- Tropes, Sinfonieorchester, 2014

### Solo- und Kammermusik (2–4 Spieler)
- Big City Divertimento, 4 Saxophone, 1995
- Kumoijoshi, Sopransaxophon und Koto, 1995
- Hoqueterie, Altsaxophon, Tenorsaxophon, Gitarre und Perkussion, 1996
- Marsyas, verstärkte Flöte, verstärktes Cello, 1996
- Processional Suite, zwei Gitarren, 1996
- Five Miniatures after Maurice Sendak, Horn, Trompete, Posaune, 1998
- Joyce Paraphrases, verstärktes Streichquartett, Zuspielband, 1998[3]
- Trio, Cello, Klavier, Akkordeon, 1999
- Topoi, Klarinette, Geige, Cello, Klavier, 2000
- Soleil in memoriam Iannis Xenakis, Flöte, Klavier, 2001
- Twilight Dialogues, Flöte, Klarinette, Bratsche, Perkussion, 2005
- String Space, Geige, Bratsche, Cello, Live-Elektronik 2005
- Resonant Space, 2 Klaviere, 2 Schlagzeuger, 2007
- per maggior intreccio, Flöte, Cembalo, 2007
- Rugged Space, Akkordeon, Klavier, Live-Elektronik, 2009
- Die unendliche Feinheit des Raumes, Orgel, Horn, Tuba, Perkussion, Elektronik, 2005
- Vier Szenen, Flöte, Perkussion, Klavier, 2010
- Cyan, 2 Klaviere, 2 Schlagzeuger, 2011

### Ensemble (5–22 Spieler)
- Finnegain Speaking, 9 Spieler, 1997
- Aqua Vit, 8 Spieler, 1999
- Phantom Islands, 14 Spieler, Live-Elektronik, 2000[4]
- Diastema, 14 Spieler, 2001–2002
- Jardin des fleuves, 16 Spieler, Live-Elektronik, 2002–2004[5]
- Clair/Obscur, 7 Spieler, Live-Elektronik, 2005–2006
- Stratigraphie I, 6 Spieler, Live-Elektronik, 2007
- Musica ficta, 5 Spieler, Live-Elektronik, 2008[6]
- Paysage sauvage, 4 Spieler, Live-Elektronik, 2009[7]
- Stratigraphie II, 6 Spieler, Live-Elektronik, 2009–2010
- Kagura, Flöte, 22 Spieler, 2010–2011
- Transatlantic Jukebox, Klavier und Kammerorchester, 2012
- Amber, zwei Streichquartette, 2011–2012
- Alice Blue, Ensemble, 2014
- Superstructure, 6 Schlagzeuger, 2014

### Vokal
- Rice Pudding (Text von A.A. Milne), Sprecher, Klavier, 1993
- Three Songs after Hopkins, Shelley and Meredith, Sopran, Klavier, 1994
- Alice Setting (text by Lewis Carroll), Sopran, gemischter Chor, Klavier, Schlagzeug, Streichorchester, 1997
- Pour Schnabelmax. Hommage à Max Ernst (Text vom Komponisten), 3 Männerstimmen, 1999
- Candidum lilium, Vokalensemble (SSTTB), Live-Elektronik, 2005
- Abendlied, Stimme, Clavichord, Geige, Cello, 2009
- Monodi, Stimme, Live-Elektronik, 2010
- Mugen, Stimme, Live-Elektronik, 2011
- Kireji, Vokalensemble, Lautsprecher, 2015

### Solo
- Vier Capricen, Klavier, 1989–90
- Sieben Bilder, Klavier, 1995
- Reed-Weed, Alt-Saxophon, 1996
- Labyrinth, Klavier, 1996
- Aurora, Klavier, 1997
- Clouds, Klavier, 1998
- Five Imaginary Spaces, Klavier, Live-Elektronik 2001
- And Tomorrow, Klavier, Live-Elektronik, 2004[8]
- Turbulent Space, Blockflöte, Live-Elektronik, 2005
- Track & Field, Klavier, Video, Live-Elektronik, 2006–07
- Open Space, Orgel, Live-Elektronik, 2011

### Elektroakustische Werke und Installationen
- Variations on a Word, Tonband, 1997
- Bell/Man, Tonband, 1998
- Proteus, Tonband, 1999
- Cell Cycle, Sechs-Kanal-Audio/-Video, 2007
- La couleur du son, Vier-Kanal audio-visuelle Installation, 2005
- WuXing, Fünf-Kanal audio-visuelle Installation 2007
- Voice Space, Sechs-Kanal audio-visuelle interaktive Installation, 2007
- An Atlas of Sounds, 42-Kanal audio-visuelle Installation, 2009–2010[9]

### Zusammenarbeiten
- Trojan Lion, 5.1-Kanal interaktive Klanginstallation mit Peter Wyss, 2010[10]
- Lichtkörper, 4-Kanal-Installation für ausgediente Lautsprecher mit Alexander Polzin, 2009
- IO, 5.1-Kanal-Installation mit Curtis Anderson, 2006
- Cento Correnti, 20.1-Kanal-Klanginstallation mit Iris Dupper, 2006
- Ritratto Romano, Soundtrack zu einem Video von Christoph Brech, 2006
- Duets I-VII, Soundtracks zu sieben Videos von Eberli/Mantel, 2006–2011
- Imperfect Enjoyment, Soundtrack zu einem Video von Almut Determeyer, 2004

### Arrangements
- Sechs kleine Klavierstücke Op. 19 (Nr. 1, 2, 6) (Arnold Schönberg), Orchester, 1989
- Zehn Märsche um den Sieg zu verfehlen (Nr. 5, 9) (Mauricio Kagel), Orchester, 1995
- All of Me, Orchester, 2007
- My Funny Valentine, Orchester, 2007
- You're the Top, Bläserensemble, 2012

## Publikationen (Auswahl)
- Donald Martino's Concerto for Alto Saxophone and Orchestra, CD-liner text © New World Records, Recorded Anthology of American Music, Nr. 80529-2, 1998
- Klänge einer Ausstellung. Anmerkungen zum kontrapunktischen Soundparcours von Taswir, in: "TASWIR. Islamische Bildwelten und Moderne", Nicolai Verlag Berlin, 2009, S. 133–137[11]
- Akustisches Modell und komponierte Struktur, Institut für Neue Musik und Musikerziehung, Darmstadt 2008, Schott Verlag Mainz, 2009, S. 183–189[12]
- Sechs Werke von Sebastian Stier. Schott Verlag Mainz/WERGO Edition Zeitgenössische Musik (Deutscher Musikrat), Booklettext WER 6569 2, 2008
- Migration and Identity: Perspectives in Contemporary Arabic Music, Jahrbuch der Berliner Gesellschaft für Neue Musik, Pfau Verlag Friedberg, 2006, S. 127–139
- HörRaum Stadt, Jahrbuch der Berliner Gesellschaft für Neue Musik 2003/2004, Pfau Verlag Friedberg, 2006, S. 99–100
- Raumklang-Klangraum: Über Pierre Boulez’ Répons, Magazin der Berliner Philharmoniker, Oktober 2005, S. 38–40
- Braucht die Neue Musik den Kammermusiksaal?, Bauwelt 8/05 (2005), S. 26–27
- A Contemporary Response to Charles Ives in: Berliner Festspiele (Hg.), MaerzMusik. Festival für aktuelle Musik 2004 Saarbrücken, Pfau Verlag Friedberg 2004, S. 146–153
- Klangschicht und Zeitharmonik. Begegnung mit Gottried Michael Koenig, Programmheft zu den “3. Magdeburgischen Concerten”. Festtage zur Musikgeschichte Magdeburgs, Oktober 2003
- Musik und Raum, Forschungskommission des Hauses der Kulturen der Welt Berlin, 2003
- Sonic Arts in Germany, M.I.T. Press Computer Music Journal 26, 4, Frühling 2002, S. 54–57
- Chambres Séparées, KOMA, entrop, Zwischenwelten: Gerhard Winkler, M.I.T. Press Computer Music Journal 25, 1, 2001, S. 75–76
- Material Matters, Current Musicology 67/68, Winter 2002, S. 156–174
- IRCAM at Columbia 1999, Dossier d'Information IRCAM, Nr. 18, Oktober 2000, S. 136–138
- Musik und Utopie, Universalmaschine Heft 02, Berlin (2001), pp. 68–70

## Übersetzungen (Auswahl)
- Helmut Lachenmann – „Four Questions Regarding New Music“, ins Englische übersetzt für: Contemporary Music Review, Vol. 23, Nr. 3/4, September 2004
- James Harley – „Sonic and Parametrical Entities in Tetras: An Analytical Approach to the Music of Iannis Xenakis“, ins Deutsche übersetzt für: Musiktexte 91, Dezember 2001
- Neil Leonard – „Kompromißlos und fortschrittlich. Juan Blanco: Kubas Pionier der Elektroakustischen Musik“, ins Deutsche übersetzt für: Musiktexte 96, Mai 2003